# 1554 w literaturze
Wydarzenia literackie w 1554 roku.

## Urodzili się
- Bálint Balassi, poeta węgierski